# Запис клен код чесме (Клачевица)
Запис клен код чесме (Клачевица) се налази на парцели чији је власник Општина Параћин.

## Локација
| Општина             | Параћин                                                                     |
| Катастарска општина | Клачевица                                                                   |
| Потес               | Ветрења                                                                     |
| Координате          | 43° 50′ 12″ С; 21° 35′ 06″ И / 43.836599999999997° С; 21.585100000000001° И |
| Надморска висина    | 370m                                                                        |

## Карактеристике
Дендрометријске вредности утврђене на терену и сателитским снимцима:
| Стабло                     | Клен |
| Висина стабла              | m    |
| Обим дебла                 | m    |
| Пречник крошње             | 13m  |
| Пречник дебла              | m    |
| Висина дебла до прве гране | m    |

## База записа
Запис је у оквиру Викимедија пројекта "Запис - Свето дрво" заведен под редним бројем 0395.